# Sant Andreu de Maians
Sant Andreu de Maians és una església del municipi de Castellfollit del Boix (Bages) inclosa en l'Inventari del Patrimoni Arquitectònic de Catalunya.

## Descripció
És una església orientada a ponent, on es troba la portalada, obrada amb petites dovelles. Sobre del portal hi ha una fornícula, amb la Mare de Déu de Montserrat i un rosetó. El temple presenta una nau central i un estret passadís lateral a cada costat, en el qual el qual se situen dues capelles. Dos pilars separen la nau central dels laterals. El sostre és cobert amb volta de totxo, amb llunetes. A la capçalera hi ha unes pintures, força humitejades i amb mostres de descrostament. L'aparell és obrat amb carreus molt desiguals units amb argamassa. Uns contraforts, amb abundants material d'obra, donen solidesa a la construcció.

## Història
L'església nova de Sant Andreu de Maians data de finals del segle xviii, segons la G.G.C.C. En una dovella de la portalada apareix la data de 1883 i a l'interior de l'església, al presbiteri, hi ha la data de 1887.